# 最後の言い訳
「最後の言い訳」（さいごのいいわけ）は、1988年10月25日に発売された德永英明の6枚目のシングル。

## 解説
前作「風のエオリア」から8ヶ月ぶりのシングルは、関西テレビ・フジテレビ系ドラマ『直木賞作家サスペンス』主題歌。1993年公開の映画「男はつらいよ　寅次郎の縁談」にて使用された。カップリング曲「今はさよならだけを言うけど」は長らくアルバム未収録であったが、1998年発売のベスト・アルバム『シングルコレクション　(1992〜1997)』にて初収録となった。放送局プロモーション用に配られた12インチ・アナログ盤には「最後の言い訳」と同曲のエディット・ヴァージョンが収録。

## 制作秘話
麻生圭子の作詞に対して、德永が作曲を手掛けた。その際に德永は曲を作っている最中で、初めて泣いたという。
TBSテレビの音楽生番組「ザ・ベストテン」では、1988年11月17日に第5位へランクで出演時、同曲のサビ部分を歌唱する德永が、思わず涙を溢し頬を濡らしたシーンが有り、同年12月29日の「ザ・ベストテン名場面集」でも再び映像が取り上げられた。德永はその理由について、「当時付き合っていた彼女と別れたばかりで、歌いながらその辛い出来事を思い出してしまった」と語っている。

## 収録曲
全作曲：德永英明／編曲：瀬尾一三
1. 最後の言い訳
作詞：麻生圭子
2. 今はさよならだけを言うけど
作詞：德永英明

## 主な収録アルバム
- 『REALIZE』（表記無しだかアルバム・ヴァージョン）
- 『INTRO.II』
- 『Ballade of Ballade』
- 『シングルコレクション (1986〜1991)』
- 『SINGLES BEST』
- 『永遠の果てに〜セルフ・カヴァーベスト1〜』

## カバー
- 辛島美登里
- 古谷智志（配信限定）
- 本多ルル
- 山本潤子
- テッド伊藤